# V. (VI.) István pápa
VI. István (latinul: Stephanus; Róma, – Róma, 891. szeptember 14.) emelkedhetett 111.-ként a pápai trónra 885 szeptemberében. A 9. század vége az egész kontinensen zavargásokat és fejetlenséget hozott. Így amikor a római zsinat megválasztotta Istvánt, hogy vezesse a keresztény egyházat, nem kapott könnyű feladatot. A pogány szaracénok sorozatos támadásai és a háborúk pusztítása hatalmas terheket rótt a kimerült egyházi kincstárra; ám István igyekezett mindenben megfelelni hivatalának.

## Élete
Rómában született egy arisztokrata családban. Apját Hadrianusnak nevezték, aki mindig szem előtt tartotta gyermeke megfelelő neveltetését. Ezért egyik kiváló rokonára, Zakariás püspökre bízta a gyermek István tanítását. Zakariás az Apostoli Szentszék egyik könyvtárosa volt, ezért az ifjú arisztokrata kivételes műveltségre tehetett szert. Mély vallásossága és tiszteletreméltó tudása hamar eredményre vezetett. II. Márton pápa a Santi Quattro Coronati-bazilika bíborosává nevezte ki. Ebben a méltóságában kerülhetett a pápaválasztó zsinat látókörébe. A népszerű klerikust 885 szeptemberében már fel is szentelték a legmagasabb keresztény hivatalba.

Pontifikátusa alatt Rómát több irányból is szorongatták. Egyrészt a félsziget déli része felől egyre közelebb nyomultak a muzulmán szaracénok, másrészt a keresztény hercegek is gyakran sértették meg a pápai állam határait. Ezen felül a Szent Római Birodalom császárai sem tudtak kellő segítséget nyújtani a pápának, hiszen Kövér Károlynak éppen elég volt saját udvarában rendet tartani.

Ezen felül a konstantinápolyi pátriárka, Phótiosz is Róma ellen beszélt, egyre nagyobb hatalmat és függetlenséget követelve egyháza számára. István a rendteremtést Bizáncban kezdte. Levelet írt a császárnak, VI. Leónak, hogy segítsen elmozdítani hivatalából az eretnek tanokat hirdető Phótioszt. Leó elődjéhez hasonlóan támogatta az egyházat, és fontosnak tartotta az orthodox tanokat, ezért hajlott az Istvánnal való megegyezésre. Hamarosan megfosztotta papi méltóságától Phótioszt, és száműzte a birodalomból. De amikor István egy újabb levelében hadihajókat és katonákat kért Leótól a szaracénok ellen, a császár süketnek tettette magát a kéréssel szemben.
Pontifikátusának szinte állandó kísérője volt az Itáliában tomboló éhínség. A termés vagy a szaracénok támadása miatt pusztult el, vagy szárazság és sáskajárás tartotta üresen a raktárakat. A nép szenvedett, az egyházi kincstár pedig kongott az ürességtől. Így István személyes vagyonát árverezte el, és abból fedezte a nép étkeztetésének költségeit. Fizetett a rabok megváltásáért is, és a templomok, kolostorok újjáépítéséért. 

Többször közbe kellett lépnie az európai politikai élet történéseibe és egyháza dolgaiba. Elismerte Vak Lajost Provence királyának, ezzel véget vetve a hosszas trónviszályoknak, fogadta az angol zarándokok menetét, akik a dán uralom elől menedékért érkeztek Rómába. Amikor Aurelianus, Lyon érseke nem akarta felszentelni a szabályosan megválasztott Langres-i püspököt, Teutboldot, István személyesen iktatta hivatalába őt. Bűnbánatra küldte Bordeaux és Ravenna érsekeit, mert fény derült azok túlkapásaira egyházmegyéikben. Megerősítette VIII. János pápa azon határozatát, hogy Morvaországban nem lehet szláv nyelven liturgiát mondani.

887-ben legnagyobb nyugati szövetségese, a császár hatalma is megingott. A keleti frankok királya, Karintiai Arnulf ebben az évben megfosztotta trónjától III. Károlyt. A törvénytelen uralkodót a pápa nem ismerte el, ezért Rómának új szövetséges után kellett néznie. István a Spoletói Hercegségben találta meg a megfelelő partnert, így 891-ben III. Guidót császárrá koronázta. 891. szeptember 14-én halt meg.

## Művei
- Documenta Catholica Omnia (latin nyelven). (Hozzáférés: 2011. december 6.)